# Hwaeomsa
Hwaeomsa, literalment en coreà, el temple de la garnalda de les flors, és un dels temples principals del budisme a Corea del Sud. El nom deriva del sutra Avatamsaka. Es troba a les muntanyes de Jirisan, a la provincia Jeollanam-do. Les primeres referències escrites situen la fundació del temple vers l'any 544 d. C. És un dels edificis més grans i antics del país, fundat durant el període de Silla s'ha reconstruit diverses vegades al llarg dels segles.
El temple està ubicat en un entorn natural impressionant, envoltat de muntanyes i boscos exuberants. És conegut per la seva arquitectura tradicional i la seva bellesa escènica. A més dels seus edificis principals, com el Saló Principal i el Saló dels Sutras, Hwaeomsa compta amb diversos pavellons i pagodes. Per als budistes, Hwaeomsa és un lloc de pelegrinatge significatiu.
El temple de Hwaeomsa és conegut no sols per la seva importància espiritual i el seu entorn natural impressionant, sinó també per la seva rica tradició artística. Dins el temple, s'hi poden trobar diverses obres d'art que reflecteixen la cultura i la història budista de Corea. Algunes de les característiques de l'art a Hwaeomsa inclouen: pintures murals els quals els murs dels edificis principals del temple sovint estan decorats amb pintures murals que representen escenes de la vida de Buda, episodis de textos sagrats o motius naturals i simbòlics. Aquestes pintures poden variar en estil i tècnica, però tendeixen a ser vibrants i detallades. Escultures de Buda i Bodhisattvas on dins dels santuaris i pavellons, es troben nombroses escultures de Buda i figures bodhisattvas. Aquestes escultures estan tallades en fusta o en pedra i representen diferents aspectes de l'ensenyament budista i la compassió. L'arquitectura del temple és una forma d'art. Els sostres decorats, les portes intricadament tallades i les pagodes ornamentades són exemples de l'artesania tradicional coreana que es troba a Hwaeomsa. En diversos llocs del temple, es poden veure inscripcions cal·ligràfiques en coreà antic o xinès que contenen ensenyaments budistes, poemes o noms de benefactors. Aquestes inscripcions sovint es consideren obres d'art per dret propi a causa de la bellesa estètica i el significat simbòlic.

## Història
La història del Temple de Hwaeomsa es remunta al període dels Tres Regnes de Corea, específicament a l'any 544 dC, durant el regnat del rei Jinheung de Silla. Va ser fundat pel monjo budista Yeon-gi, qui va establir el temple a la muntanya Hamwolsan, que després va ser renomeado com Jairisn. El nom "Hwaeomsa" es deriva del Sutra Avatamsaka, conegut com a Hwaeomgyeong en coreà, que és un text budista central. Al llarg dels segles, el Temple de Hwaeomsa ha experimentat nombroses reconstruccions i renovacions degut a incendis i conflictes. Durant l'era Goryeo (918-1392) i el període Joseon (1392-1897), el temple va ser restaurat i ampliat diverses vegades, convertint-se en un dels principals centres religiosos i culturals de la regió.
Durant l'ocupació japonesa de Corea (1910-1945), el Temple de Hwaeomsa va patir danys significatius, inclosa la destrucció de molts dels seus edificis i tresors. No obstant això, després de la independència de Corea, es van iniciar esforços de restauració per tornar el temple a la seva antiga glòria.
El Temple de Hwaeomsa, situat al parc nacional de Jirisan a Corea del Sud, té una història rica i profunda que es remunta a més de 1.400 anys.
| Cronologia |
| --- |
| Hwaeomsa va ser fundat l'any 544 d.C. durant el període Silla, una de les dinasties que va governar Corea durant l'antiguitat. Va ser establert pel monjo budista Yeon-gi a la muntanya Hamwolsan, que posteriorment es va anomenar Jirisan. |
| Desenvolupament durant Goryeo i Joseon: Durant l'era Goryeo (918-1392) i el període Joseon (1392-1897), Hwaeomsa va experimentar una sèrie de renovacions i expansions. Es va convertir en un centre important de pràctica budista, atraient monjos i fidels de tot el país. |
| Declivi i Reconstrucció: Durant l'ocupació japonesa de Corea (1910-1945), el Temple de Hwaeomsa va patir danys significatius, inclosa la destrucció de molts dels seus edificis i tresors. Tot i això, després de la independència de Corea, es van iniciar esforços de restauració per reconstruir el temple i preservar el seu patrimoni.                                                        |
| Consolidació com a Lloc Sagrat: Amb el pas dels anys, Hwaeomsa s'ha consolidat com un dels temples budistes més importants i venerats de Corea del Sud. |
| Preservació i Reconeixement: Actualment, el Temple de Hwaeomsa continua sent un lloc de peregrinació per als budistes i un important lloc històric i cultural. S'han implementat mesures de preservació per protegir les estructures antigues, les obres d'art i les relíquies. A més, ha estat designat com a Tresor Nacional de Corea, cosa que subratlla el seu significat cultural i religiós. |

## Art
El Temple de Hwaeomsa és un tresor cultural i espiritual a Corea del Sud, i el seu art és una manifestació notable de la rica tradició budista del país.
Les pintures murals on els murs dels edificis del temple estan adornats amb pintures murals que representen escenes de la vida de Buda, així com figures i motius budistes. Aquestes pintures, sovint acolorides i detallades, transmeten ensenyaments religiosos i narratius importants per als practicants.

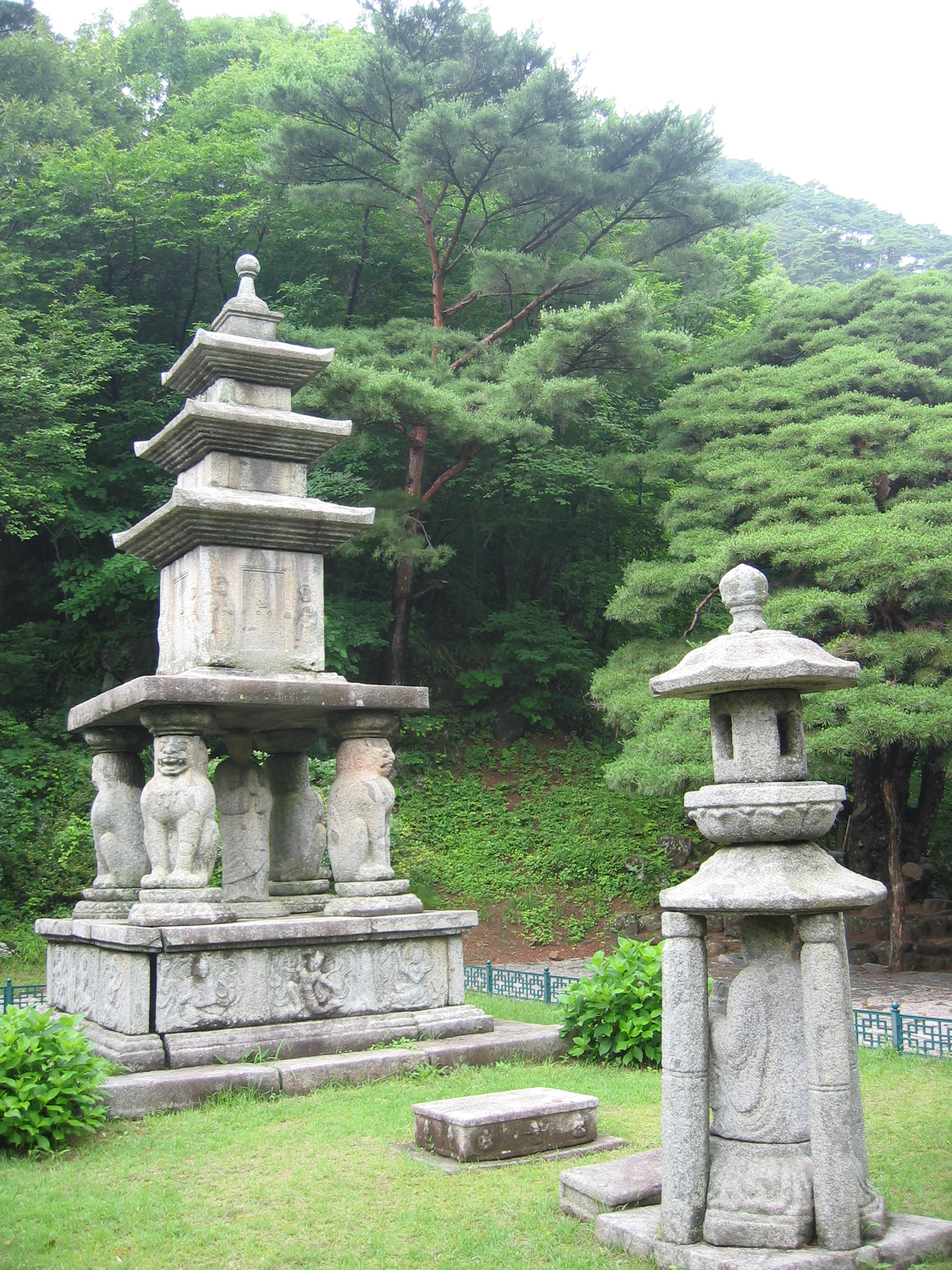
Hwaeomsa, un dels temples budistes de Jirisan (Mt.Jiri), Corea del Sud, 2006

Les escultures de Buda i Bodhisattvas es troben dins dels santuaris i pavellons, es troben nombroses escultures de Buda i figures de bodhisattvas. Aquestes escultures, tallades en fusta o pedra, representen la compassió, la saviesa i altres aspectes importants del budisme. Poden variar en mida i estil, des de figures petites fins a estàtues monumentals. L'arquitectura mateixa del Temple de Hwaeomsa és una forma d'art. Els sostres elaborats decorats, les portes tallades i les pagodes ornamentades són exemples de l'artesania tradicional coreana que es troba al temple. Aquests elements arquitectònics no són només funcionals, sinó que també reflecteixen l'estètica i els valors espirituals del budisme.
En diversos llocs del temple, es poden veure inscripcions cal·ligràfiques en coreà antic o xinès que contenen ensenyaments budistes, poemes o noms de donants. Aquestes inscripcions són considerades obres d'art per la bellesa estètica i el significat simbòlic, i afegeixen una dimensió addicional de profunditat històrica al temple.

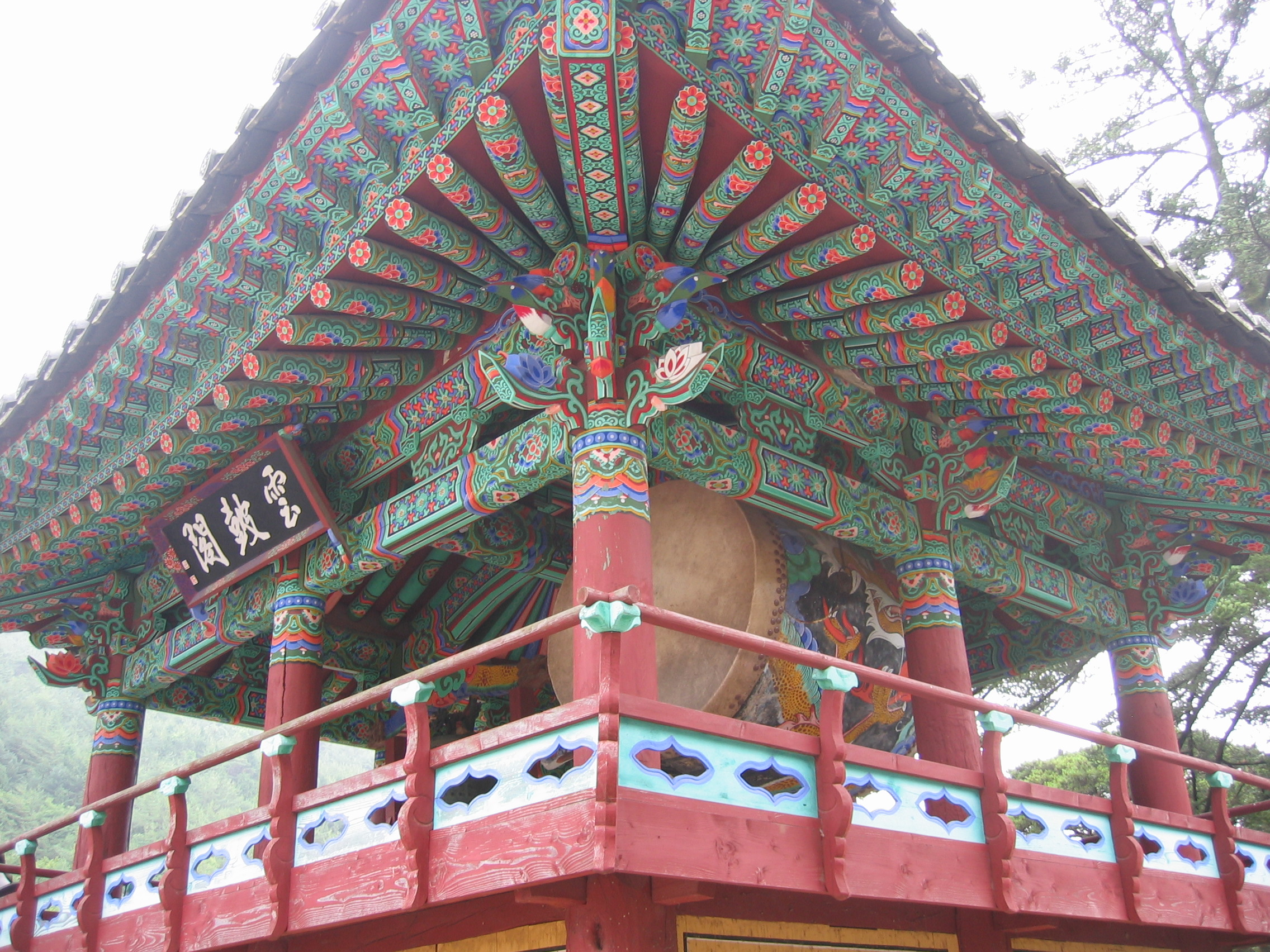
Torre del tambor a Hwaeomsa, un dels temples budistes de Jirisan (Mt.Jiri), Corea del Sud. amb Dancheong o ràfecs pintats tradicionalment.

## Arquitectura
L'arquitectura del Temple de Hwaeomsa reflecteix tant l'estètica tradicional budista com la influència de l'arquitectura coreana històrica. Els edificis del Temple de Hwaeomsa segueixen un disseny arquitectònic tradicional budista. El Saló Principal (Daeungjeon) és l'edifici principal del temple, on hi ha la principal imatge de Buda i es duen a terme cerimònies importants. Altres edificis inclouen salons de meditació, biblioteques de sutres i allotjaments per a monjos.
Els sostres dels edificis estan decorats elaboradament amb patrons geomètrics, motius florals i altres elements ornamentals. Aquests dissenys sovint es pinten en colors vius i vibrants, cosa que afegeix bellesa visual a l'arquitectura del temple.
La majoria dels edificis del Temple de Hwaeomsa estan construïts amb fusta, utilitzant tècniques tradicionals de fusteria coreana. La fusta, que sovint es deixa sense pintar per ressaltar la seva bellesa natural, crea una sensació de calidesa i serenitat a l'entorn del temple, a més del Saló Principal, el temple compta amb una varietat de pagodes i pavellons dispersos per tot el recinte. Aquestes estructures poden servir com a llocs dadoració, meditació o simplement com a punts dinterès arquitectònic dins del complex del temple.
Les entrades al Temple de Hwaeomsa estan marcades per impressionants portes tallades, conegudes com a "iljumun" i "hongyemun". Aquestes portes, decorades amb dissenys intricats i motius budistes, són una característica distintiva de l'arquitectura dels temples coreans.

## Tresors nacionals
El Temple de Hwaeomsa acull diversos tresors nacionals que són de gran importància cultural i històrica per a Corea del Sud. Aquests tresors són objectes, estructures o artefactes que han estat designats com a part del patrimoni cultural nacional i estan protegits per la llei per preservar-los i conservar-los. Alguns dels tresors nacionals que es troben al Temple de Hwaeomsa inclouen:
| Tresors Nacionals a Hwaeomsa |
| --- |
| Estela de Muryangsujeon (Tresor Nacional Nº 48): Aquesta estela és un artefacte històric que data del període Goryeo (918-1392). Va ser erigida l'any 732 dC. i conté inscripcions que registren la construcció d'un temple per part del rei Seongdeok. L'estela està ubicada al temple Muryangsujeon, dins del complex de Hwaeomsa.         |
| Monument a la Pagoda de Hwaeom (Tresor Nacional Nº 49): Aquest monument és una inscripció en pedra que data de l'any 551 dC. durant el període Cadira. Va ser erigit per commemorar la construcció d'una pagoda al temple de Hwaeomsa. La inscripció proporciona informació històrica valuosa sobre la pagoda i el temple en aquest període. |
| Monument a la Pagoda de Gakhwangjeon (Tresor Nacional Nº 50): Similar al Monument a la Pagoda de Hwaeom, aquest monument és una inscripció en pedra que commemora la construcció d'una altra pagoda al temple de Hwaeomsa. Data de l'any 551 dC. i també proporciona detalls històrics importants sobre la pagoda i el temple.               |

Aquests són només alguns exemples dels tresors nacionals que es troben al Temple de Hwaeomsa. La presència d'aquests tresors ressalta la importància històrica i cultural del temple a la història de Corea i el seu patrimoni budista.